# Memoriał Edwarda Jancarza 2007
X Memoriał im. Edwarda Jancarza odbył się 16 czerwca 2007 roku na stadionie im. Edwarda Jancarza w Gorzowie Wielkopolskim. Turniej wygrał, po raz drugi, Australijczyk Jason Crump. Zawody oglądało 8000 widzów. Sędzią zawodów był Ryszard Bryła.

## Zawodnicy
Na liście startowej tegorocznego turnieju znajdowało się 6 zawodników startujących w Grand Prix w sezonie 2007. Przed zawodami rozegrano mini-turniej juniorów gorzowskiej Stali, którego zwycięzca został drugim rezerwowym turnieju głównego. W mini-turnieju zwyciężył Adrian Szewczykowski przed Marcinem Kozdrasiem i Pawłem Zmarzlikiem.

## Wyścig po wyścigu
1. Crump, Dobrucki, Hampel, Ułamek

2. Harris, Ferjan, Walasek, Sullivan

3. Kasprzak, Lindbäck, Okoniewski, Ruud

4. Jonsson, Adams, Jensen, Świst

5. Crump, Lindbäck, Świst, Brzozowski, Walasek (t)

6. Ruud, Jonsson, Sullivan, Hampel

7. Okoniewski, Ułamek, Jensen, Ferjan

8. Adams, Dobrucki, Harris, Kasprzak

9. Adams, Crump, Sullivan, Okoniewski

10. Kasprzak, Walasek, Jensen, Hampel

11. Harris, Jonsson, Lindbäck, Ułamek

12. Ferjan, Dobrucki, Świst, Ruud

13. Crump, Kasprzak, Ferjan, Jonsson

14. Hampel, Harris, Okoniewski, Świst

15. Adams, Walasek, Ułamek, Ruud

16. Sullivan, Jensen, Lindbäck, Dobrucki

17. Jensen, Harris, Ruud, Crump (d)

18. Adams, Hampel, Ferjan, Lindbäck

19. Sullivan, Ułamek, Kasprzak, Świst

20. Jonsson, Dobrucki, Walasek, Okoniewski

Wyścig finałowy:

21. Crump, Harris, Adams, Jonsson (t)

## Wyniki
| Msc. | Zawodnik             | Kraj            | Pkt  |             |  |
| ---- | -------------------- | --------------- | ---- | ----------- |  |
| 1    | Jason Crump          | Australia       | 11+3 | (3,3,2,3,d) |  |
| 2    | Chris Harris         | Wielka Brytania | 11+2 | (3,1,3,2,2) |  |
| 3    | Leigh Adams          | Australia       | 14+1 | (2,3,3,3,3) |  |
| 4    | Andreas Jonsson      | Szwecja         | 10+t | (3,2,2,0,3) |  |
| 5    | Krzysztof Kasprzak   | Polska          | 9    | (3,0,3,2,1) |  |
| 6    | Ryan Sullivan        | Australia       | 8    | (0,1,1,3,3) |  |
| 7    | Jesper Jensen        | Dania           | 8    | (1,1,1,2,3) |  |
| 8    | Rafał Dobrucki       | Polska          | 8    | (2,2,2,0,2) |  |
| 9    | Matej Ferjan         | Słowenia        | 7    | (2,0,3,1,1) |  |
| 10   | Jarosław Hampel      | Polska          | 6    | (1,0,0,3,2) |  |
| 11   | Antonio Lindbäck     | Szwecja         | 6    | (2,2,1,1,0) |  |
| 12   | Grzegorz Walasek     | Polska          | 6    | (1,t,2,2,1) |  |
| 13   | Rafał Okoniewski     | Polska          | 5    | (1,3,0,1,0) |  |
| 14   | Sebastian Ułamek     | Polska          | 5    | (0,2,0,1,2) |  |
| 15   | David Ruud           | Szwecja         | 4    | (0,3,0,0,1) |  |
| 16   | Piotr Świst          | Polska          | 2    | (0,1,1,0,0) |  |
| 17   | Kamil Brzozowski     | Polska          | 0    | (0)         |  |
| 18   | Adrian Szewczykowski | Polska          | ns   |             |  |